# Jüdischer Friedhof Jonava
Koordinaten: 55° 4′ 33,7″ N, 24° 16′ 15,6″ O

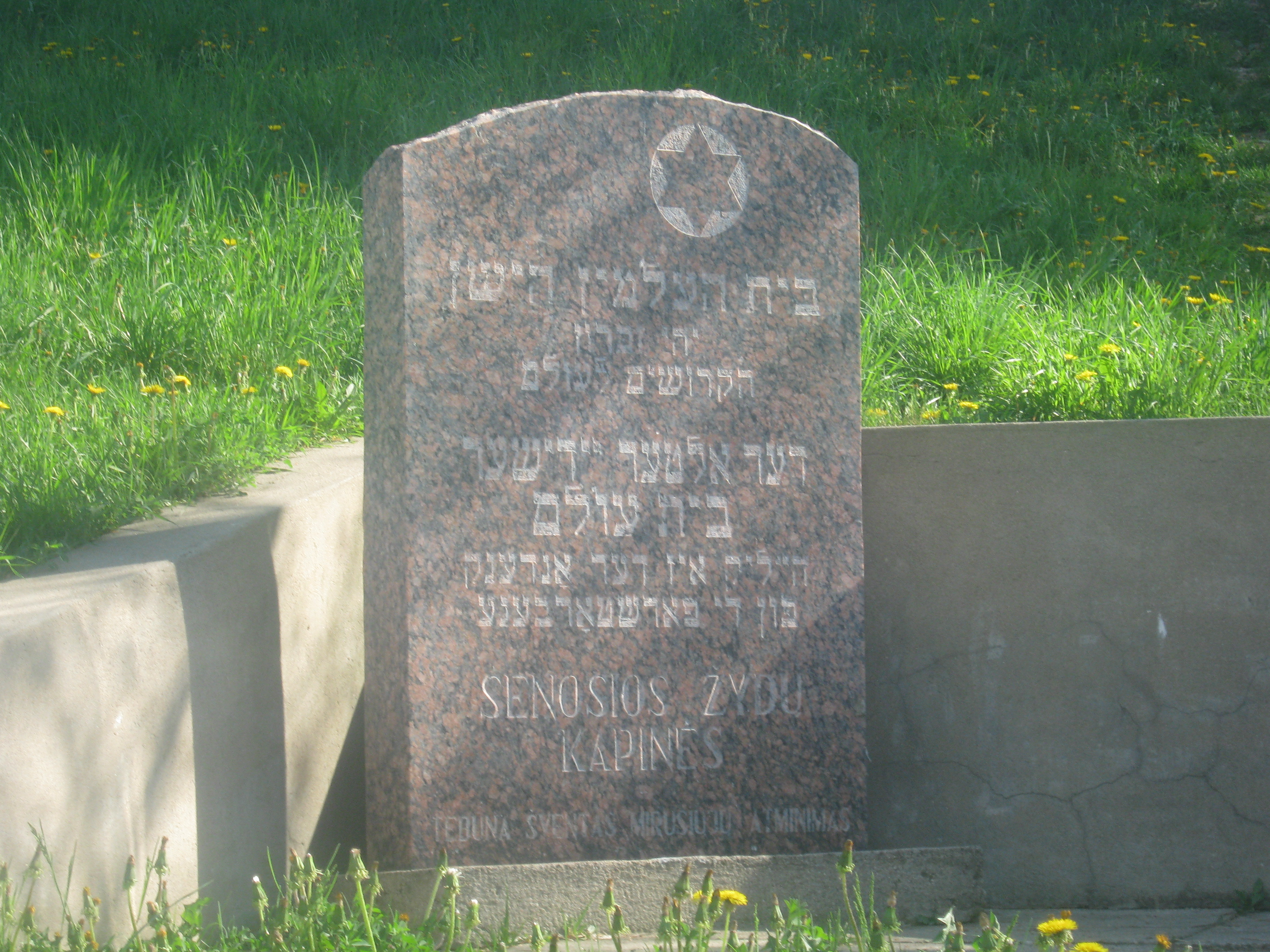
Eingang

Der Jüdische Friedhof Jonava (litauisch Jonavos žydų kapinės) ist ein jüdischer Friedhof in der litauischen Stadt Jonava (Rajongemeinde Jonava), 35 km entfernt von Kaunas.
Der Friedhof dient heute nicht mehr als Begräbnisstätte, wurde aber, nachdem er zur Sowjetzeit vernachlässigt worden war, wieder hergerichtet. Er befindet sich auf dem Hügel an der ältesten Straße von Jonava (Sodų gatvė), am Stadion Jonava, Joninių slėnis, Jonavos Arena und dem Fluss Varnaka. Es gibt eine Treppe zur Hügelspitze. Der Friedhofszaun und das Eingangstor sind nicht erhalten.